# Torneo de Charleston
El Torneo de Charleston (o Credit One Charleston Open) es un torneo de tenis de la WTA realizado desde el año 1973. Se juega en tierra batida verde en el Daniel Island Tennis Center de Charleston, Carolina del Sur, Estados Unidos.
Entre 1973 y 2000, el torneo se llevó a cabo en Hilton Head Island, Carolina del Sur, exceptuando en 1975 y 1976 cuando fue jugado en Amelia Island, Florida. Fue trasladado a Charleston en 2001. Su clasificación como torneo del WTA Tour es de WTA 500.

## Campeonas

### Individual
| Año  | Campeona                                       | Finalista                                      | Resultado                                      |                                                |                                                |
| 1973 | Rosemary Casals                                | Nancy Richey Gunter                            | 3-6, 6-1, 7-5                                  |                                                |                                                |
| 1974 | Chris Evert                                    | Kerry Melville Reid                            | 6-1, 6-3                                       |                                                |                                                |
| 1975 | Chris Evert                                    | Martina Navrátilová                            | 7-5, 6-4                                       |                                                |                                                |
| 1976 | Chris Evert                                    | Kerry Melville Reid                            | 6-2, 6-2                                       |                                                |                                                |
| 1977 | Chris Evert                                    | Billie Jean King                               | 6-0, 6-1                                       |                                                |                                                |
| 1978 | Chris Evert                                    | Kerry Melville Reid                            | 6-2, 6-0                                       |                                                |                                                |
| 1979 | Tracy Austin                                   | Kerry Melville Reid                            | 7-6(3), 7-6(7)                                 |                                                |                                                |
| 1980 | Tracy Austin                                   | Regina Maršíková                               | 3-6, 6-1, 6-0                                  |                                                |                                                |
| 1981 | Chris Evert                                    | Pam Shriver                                    | 6-3, 6-2                                       |                                                |                                                |
| 1982 | Martina Navrátilová                            | Andrea Jaeger                                  | 6-4, 6-2                                       |                                                |                                                |
| 1983 | Martina Navrátilová                            | Tracy Austin                                   | 5-7, 6-1, 6-0                                  |                                                |                                                |
| 1984 | Chris Evert                                    | Claudia Kohde-Kilsch                           | 6-2, 6-3                                       |                                                |                                                |
| 1985 | Chris Evert                                    | Gabriela Sabatini                              | 6-4, 6-0                                       |                                                |                                                |
| 1986 | Steffi Graf                                    | Chris Evert                                    | 6-4, 7-5                                       |                                                |                                                |
| 1987 | Steffi Graf                                    | Manuela Maleeva                                | 6-2, 4-6, 6-3                                  |                                                |                                                |
| 1988 | Martina Navrátilová                            | Gabriela Sabatini                              | 6-1, 4-6, 6-4                                  |                                                |                                                |
| 1989 | Steffi Graf                                    | Natasha Zvereva                                | 6-1, 6-1                                       |                                                |                                                |
| 1990 | Martina Navrátilová                            | Jennifer Capriati                              | 6-2, 6-4                                       |                                                |                                                |
| 1991 | Gabriela Sabatini                              | Leila Meskhi                                   | 6-1, 6-1                                       |                                                |                                                |
| 1992 | Gabriela Sabatini                              | Conchita Martínez                              | 6-1, 6-4                                       |                                                |                                                |
| 1993 | Steffi Graf                                    | Arantxa Sánchez Vicario                        | 7-6(8), 6-1                                    |                                                |                                                |
| 1994 | Conchita Martínez                              | Natasha Zvereva                                | 6-4, 6-0                                       |                                                |                                                |
| 1995 | Conchita Martínez                              | Magdalena Maleeva                              | 6-1, 6-1                                       |                                                |                                                |
| 1996 | Arantxa Sánchez Vicario                        | Barbara Paulus                                 | 6-2, 2-6, 6-2                                  |                                                |                                                |
| 1997 | Martina Hingis                                 | Monica Seles                                   | 3-6, 6-3, 7-6(5)                               |                                                |                                                |
| 1998 | Amanda Coetzer                                 | Irina Spîrlea                                  | 6-3, 6-4                                       |                                                |                                                |
| 1999 | Martina Hingis                                 | Anna Kournikova                                | 6-4, 6-3                                       |                                                |                                                |
| 2000 | Mary Pierce                                    | Arantxa Sánchez Vicario                        | 6-1, 6-0                                       |                                                |                                                |
| 2001 | Jennifer Capriati                              | Martina Hingis                                 | 6-0, 4-6, 6-4                                  |                                                |                                                |
| 2002 | Iva Majoli                                     | Patty Schnyder                                 | 7-6(5), 6-4                                    |                                                |                                                |
| 2003 | Justine Henin                                  | Serena Williams                                | 6-3, 6-4                                       |                                                |                                                |
| 2004 | Venus Williams                                 | Conchita Martínez                              | 2-6, 6-2, 6-1                                  |                                                |                                                |
| 2005 | Justine Henin                                  | Elena Dementieva                               | 7-5, 6-4                                       |                                                |                                                |
| 2006 | Nadia Petrova                                  | Patty Schnyder                                 | 6-3, 4-6, 6-1                                  |                                                |                                                |
| 2007 | Jelena Janković                                | Dinara Sáfina                                  | 6-2, 6-2                                       |                                                |                                                |
| 2008 | Serena Williams                                | Vera Zvonareva                                 | 6-4, 3-6, 6-3                                  |                                                |                                                |
| 2009 | Sabine Lisicki                                 | Caroline Wozniacki                             | 6-2, 6-4                                       |                                                |                                                |
| 2010 | Samantha Stosur                                | Vera Zvonareva                                 | 6-0, 6-3                                       |                                                |                                                |
| 2011 | Caroline Wozniacki                             | Elena Vesnina                                  | 6-2, 6-3                                       |                                                |                                                |
| 2012 | Serena Williams                                | Lucie Šafářová                                 | 6-0, 6-1                                       |                                                |                                                |
| 2013 | Serena Williams                                | Jelena Janković                                | 3-6, 6-0, 6-2                                  |                                                |                                                |
| 2014 | Andrea Petković                                | Jana Čepelová                                  | 7-5, 6-2                                       |                                                |                                                |
| 2015 | Angelique Kerber                               | Madison Keys                                   | 6-2, 4-6, 7-5                                  |                                                |                                                |
| 2016 | Sloane Stephens                                | Elena Vesnina                                  | 7-6(4), 6-2                                    |                                                |                                                |
| 2017 | Daria Kasátkina                                | Jeļena Ostapenko                               | 6-3, 6-1                                       |                                                |                                                |
| 2018 | Kiki Bertens                                   | Julia Görges                                   | 6-2, 6-1                                       |                                                |                                                |
| 2019 | Madison Keys                                   | Caroline Wozniacki                             | 7-6(5), 6-3                                    |                                                |                                                |
| 2020 | No disputado debido a la Pandemia de COVID-19. | No disputado debido a la Pandemia de COVID-19. | No disputado debido a la Pandemia de COVID-19. | No disputado debido a la Pandemia de COVID-19. | No disputado debido a la Pandemia de COVID-19. |
| 2021 | Veronika Kudermétova                           | Danka Kovinić                                  | 6-4, 6-2                                       |                                                |                                                |
| 2022 | Belinda Bencic                                 | Ons Jabeur                                     | 6-1, 5-7, 6-4                                  |                                                |                                                |
| 2023 | Ons Jabeur                                     | Belinda Bencic                                 | 7-6(6), 6-4                                    |                                                |                                                |
| 2024 | Danielle Collins                               | Daria Kasátkina                                | 6-2, 6-1                                       |                                                |                                                |
| 2025 | Jessica Pegula                                 | Sofia Kenin                                    | 6-3, 7-5                                       |                                                |                                                |

### Dobles
| Año  | Campeonas                                      | Finalistas                                     | Resultado                                      |                                                |                                                |
| 1973 | Françoise Durr Betty Stöve                     | Rosemary Casals Billie Jean King               | 3-6, 6-4, 6-3                                  |                                                |                                                |
| 1974 | Rosemary Casals Olga Morozova                  | Helen Gourlay Cawley Karen Krantzcke           | 6-2, 6-1                                       |                                                |                                                |
| 1975 | Evonne Goolagong Cawley Virginia Wade          | Rosemary Casals Olga Morozova                  | 4-6, 6-4, 6-2                                  |                                                |                                                |
| 1976 | Ilana Kloss Linky Boshoff                      | Kathy Kuykendall Valerie Ziegenfuss            | 6-3, 6-2                                       |                                                |                                                |
| 1977 | Rosemary Casals Chris Evert                    | Françoise Durr Virginia Wade                   | 1-6, 6-2, 6-3                                  |                                                |                                                |
| 1978 | Billie Jean King Martina Navrátilová           | Mona Anne Schallau-Guerrant Greer Stevens      | 6-3, 7-5                                       |                                                |                                                |
| 1979 | Rosemary Casals Martina Navrátilová            | Françoise Durr Betty Stöve                     | 6-4, 7-5                                       |                                                |                                                |
| 1980 | Kathy Jordan Anne Smith                        | Candy Reynolds Paula Smith                     | 6-2, 6-1                                       |                                                |                                                |
| 1981 | Rosemary Casals Wendy Turnbull                 | Mima Jaušovec Pam Shriver                      | 7-5, 7-5                                       |                                                |                                                |
| 1982 | Martina Navrátilová Pam Shriver                | JoAnne Russell Virginia Ruzici                 | 6-1, 6-2                                       |                                                |                                                |
| 1983 | Martina Navrátilová Candy Reynolds             | Andrea Jaeger Paula Smith                      | 6-2, 6-3                                       |                                                |                                                |
| 1984 | Claudia Kohde-Kilsch Hana Mandlíková           | Anne Hobbs Sharon Walsh                        | 7-5, 6-2                                       |                                                |                                                |
| 1985 | Rosalyn Fairbank Pam Shriver                   | Svetlana Parkhomenko Larisa Savchenko          | 6-4, 6-1                                       |                                                |                                                |
| 1986 | Chris Evert Anne White                         | Steffi Graf Catherine Tanvier                  | 6-3, 6-3                                       |                                                |                                                |
| 1987 | Mercedes Paz Eva Pfaff                         | Zina Garrison Jackson Lori McNeil              | 7-6(6), 7-5                                    |                                                |                                                |
| 1988 | Lori McNeil Martina Navrátilová                | Claudia Kohde-Kilsch Gabriela Sabatini         | 6-2, 2-6, 6-3                                  |                                                |                                                |
| 1989 | Hana Mandlíková Martina Navrátilová            | Mary Lou Daniels Wendy White                   | 6-4, 6-1                                       |                                                |                                                |
| 1990 | Martina Navrátilová Arantxa Sánchez Vicario    | Mercedes Paz Natalia Zvereva                   | 6-2, 6-2                                       |                                                |                                                |
| 1991 | Claudia Kohde-Kilsch Natalia Zvereva           | Mary Lou Daniels Lise Gregory                  | 6-4, 6-0                                       |                                                |                                                |
| 1992 | Arantxa Sánchez Vicario Natalia Zvereva        | Larisa Savchenko-Neiland Jana Novotná          | 6-4, 6-2                                       |                                                |                                                |
| 1993 | Gigi Fernández Natalia Zvereva                 | Katrina Adams Manon Bollegraf                  | 6-3, 6-1                                       |                                                |                                                |
| 1994 | Lori McNeil Arantxa Sánchez Vicario            | Gigi Fernández Natasha Zvereva                 | 6-4, 4-1, ret.                                 |                                                |                                                |
| 1995 | Nicole Arendt Manon Bollegraf                  | Gigi Fernández Natasha Zvereva                 | 0-6, 6-3, 6-4                                  |                                                |                                                |
| 1996 | Jana Novotná Arantxa Sánchez Vicario           | Gigi Fernández Mary Joe Fernández              | 6-2, 6-3                                       |                                                |                                                |
| 1997 | Mary Joe Fernández Martina Hingis              | Lindsay Davenport Jana Novotná                 | 7-5, 4-6, 6-1                                  |                                                |                                                |
| 1998 | Conchita Martínez Patricia Tarabini            | Lisa Raymond Rennae Stubbs                     | 3-6, 6-4, 6-4                                  |                                                |                                                |
| 1999 | Jana Novotná Elena Likhovtseva                 | Barbara Schett Patty Schnyder                  | 6-1, 6-4                                       |                                                |                                                |
| 2000 | Virginia Ruano Paola Suárez                    | Conchita Martínez Patricia Tarabini            | 7-5, 6-3                                       |                                                |                                                |
| 2001 | Lisa Raymond Rennae Stubbs                     | Virginia Ruano Paola Suárez                    | 5-7, 7-6(5), 6-3                               |                                                |                                                |
| 2002 | Lisa Raymond Rennae Stubbs                     | Alexandra Fusai Caroline Vis                   | 6-4, 3-6, 7-6(4)                               |                                                |                                                |
| 2003 | Virginia Ruano Paola Suárez                    | Janette Husárová Conchita Martínez             | 6-0, 6-3                                       |                                                |                                                |
| 2004 | Virginia Ruano Paola Suárez                    | Martina Navrátilová Lisa Raymond               | 6-4, 6-1                                       |                                                |                                                |
| 2005 | Conchita Martínez Virginia Ruano               | Iveta Benešová Kveta Hrdlicková-Peschke        | 6-1, 6-4                                       |                                                |                                                |
| 2006 | Lisa Raymond Samantha Stosur                   | Virginia Ruano Meghann Shaughnessy             | 3-6, 6-1, 6-1                                  |                                                |                                                |
| 2007 | Zi Yan Jie Zheng                               | Shuai Peng Tiantian Sun                        | 7-5, 6-0                                       |                                                |                                                |
| 2008 | Katarina Srebotnik Ai Sugiyama                 | Edina Gallovits Olga Govortsova                | 6-2, 6-2                                       |                                                |                                                |
| 2009 | Bethanie Mattek Nadia Petrova                  | Liga Dekmeijere Patty Schnyder                 | 6-7(5), 6-2, [11-9]                            |                                                |                                                |
| 2010 | Liezel Huber Nadia Petrova                     | Vania King Michaella Krajicek                  | 6-3, 6-4                                       |                                                |                                                |
| 2011 | Sania Mirza Elena Vesnina                      | Bethanie Mattek-Sands Meghann Shaughnessy      | 6-4, 6-4                                       |                                                |                                                |
| 2012 | Anastasia Pavlyuchenkova Lucie Šafářová        | Anabel Medina Yaroslava Shvédova               | 5-7, 6-4, [10-6]                               |                                                |                                                |
| 2013 | Kristina Mladenovic Lucie Šafářová             | Andrea Hlavackova Liezel Huber                 | 6-3, 7-6(6)                                    |                                                |                                                |
| 2014 | Anabel Medina Yaroslava Shvédova               | Hao-Ching Chan Yung-Jan Chan                   | 7-6(4), 6-2                                    |                                                |                                                |
| 2015 | Martina Hingis Sania Mirza                     | Casey Dellacqua Darija Jurak                   | 6-0, 6-4                                       |                                                |                                                |
| 2016 | Caroline Garcia Kristina Mladenovic            | Bethanie Mattek-Sands Lucie Šafářová           | 6-2, 7-5                                       |                                                |                                                |
| 2017 | Bethanie Mattek-Sands Lucie Šafářová           | Lucie Hradecká Kateřina Siniaková              | 6-1, 4-6, [10-7]                               |                                                |                                                |
| 2018 | Alla Kudryavtseva Katarina Srebotnik           | Andreja Klepač María José Martínez             | 6-3, 6-3                                       |                                                |                                                |
| 2019 | Anna-Lena Grönefeld Alicja Rosolska            | Irina Khromacheva Veronika Kudermétova         | 7-6(7), 6-2                                    |                                                |                                                |
| 2020 | No disputado debido a la Pandemia de COVID-19. | No disputado debido a la Pandemia de COVID-19. | No disputado debido a la Pandemia de COVID-19. | No disputado debido a la Pandemia de COVID-19. | No disputado debido a la Pandemia de COVID-19. |
| 2021 | Nicole Melichar Demi Schuurs                   | Marie Bouzková Lucie Hradecká                  | 6-2, 6-4                                       |                                                |                                                |
| 2022 | Andreja Klepač Magda Linette                   | Lucie Hradecká Sania Mirza                     | 6-2, 4-6, [10-7]                               |                                                |                                                |
| 2023 | Danielle Collins Desirae Krawczyk              | Ena Shibahara Giuliana Olmos                   | 0-6, 6-4, [14-12]                              |                                                |                                                |
| 2024 | Ashlyn Krueger Sloane Stephens                 | Lyudmyla Kichenok Nadiia Kichenok              | 1-6, 6-3, [10-7]                               |                                                |                                                |
| 2025 | Jeļena Ostapenko Erin Routliffe                | Caroline Dolehide Desirae Krawczyk             | 6-4, 6-2                                       |                                                |                                                |

## Ganadoras múltiples en individual
| Tenista             | Títulos | Veces ganados                                  |
| ------------------- | ------- | ---------------------------------------------- |
| Chris Evert         | 8       | 1974, 1975, 1976, 1977, 1978, 1981, 1984, 1985 |
| Martina Navrátilová | 4       | 1982, 1983, 1988, 1990                         |
| Steffi Graf         | 4       | 1986, 1987, 1989, 1993                         |
| Serena Williams     | 3       | 2008, 2012, 2013                               |
| Tracy Austin        | 2       | 1979, 1980                                     |
| Gabriela Sabatini   | 2       | 1991, 1992                                     |
| Conchita Martínez   | 2       | 1994, 1995                                     |
| Martina Hingis      | 2       | 1997, 1999                                     |
| Justine Henin       | 2       | 2003, 2005                                     |